# Соня Рикел
Соня Рикел (на френски: Sonia Rykiel) е френска модна дизайнерка, родена в Париж през 1930 година в семейство на еврейски емигранти от Полша.
На 17-годишна възраст тя е наета да декорира витрините на парижки текстилен магазин. През 1953 година Соня се омъжва за Сам Рикел – собственик на бутик за елегантно облекло. През 1962 година бременната тогава Соня не успява да намери достатъчно мек пуловер във френските бутици, затова го проектира сама, а съпругът ѝ поръчва кашмир от Венеция.
Така Соня създава мекия пуловер, както и първите си рокли за бъдещи майки. Пуловерът се превръща в нейна запазена марка и благодарение на него тя е обявена за „Кралица на пуловерите“ в Америка през 1967 година. Първият пуловер претърпява 7 корекции до финалното одобрение на дизайнерката. Това първо творение носи името „Пуловерът на бедното момче“ и започва да се продава в бутика на нейния съпруг, с неговата търговска марка Laura. Голямата известност идва, когато пуловерът се появява на корицата на списание ELLE. Оттогава насам Рикел експериментира с шевове от лицевата страна на дрехата и премахва подгъвите. Добавя към оригиналния дизайн на своите пуловери и принтирани думи. Освен това дизайнерката създава свой собствен аромат „7e sens“.
Като цяло Соня Рикел проектира дълги, обгръщащи или малки кропирани пуловери. Типични за нея са големите навити пуловери, с дълги яки и обемни шалове. Моделите ѝ за горно облекло често включват обемни пелерини. Цветовете, които използва, са предимно бежово, сиво, тъмносиньо и черно.
Освен като моден дизайнер Рикел се изявява и като автор на книги, сред които от „А до Я за модата“ и истории за деца.
През 1980 година Соня Рикел е избрана за една от десетте най-стилни жени в света. Тя показва, че плетивата могат успешно да се впишат във всички модни тенденции и създава елегантни, гладки дрехи от мека вълна, като ангора, мохер, кашмир и пашмина. Чувствената линия е особено важна за нейните модели.
По време на Парижката седмица на модата през октомври 2003 година Соня представя своята собствена пролетна колекция, която включва надиплени рокли с ретро щампи на цветя и точки, както и елегантни палтенца от пепит.
Заедно дъщеря си, Натали, Соня решава да пожъне същия успех и в Ню Йорк. През февруари 2005 година Хенри Бендел отваря специален щанд за дамската линия на Соня Рикел. Успехът е почти същият като в Париж, благодарение на което Соня Рикел има 3 бутика в САЩ – в Бостън, Ню Йорк и Гуам.
През декември 2009 и февруари 2010 година Соня Рикел реализира два съвместни проекта с шведския гигант H&M, а именно две колекции бельо. Началото на съвместната им работа е отпразнувано с грандиозен прием в Grand Palais в Париж.
Рикел се изявява и на музикалната сцена като сътрудничи на Майкъл МакЛарън за неговата песен „Коя по дяволите е Соня Рикел?“, включена в албума му „Париж“ от 1995 година. През 1994 година играе самата себе си във филма на Робърт Олтман „Прет-а-порте“.
|  | Тази страница частично или изцяло представлява превод на страницата Sonia Rykiel в Уикипедия на английски. Оригиналният текст, както и този превод, са защитени от Лиценза „Криейтив Комънс – Признание – Споделяне на споделеното“, а за съдържание, създадено преди юни 2009 година – от Лиценза за свободна документация на ГНУ. Прегледайте историята на редакциите на оригиналната страница, както и на преводната страница, за да видите списъка на съавторите. ВАЖНО: Този шаблон се отнася единствено до авторските права върху съдържанието на статията. Добавянето му не отменя изискването да се посочват конкретни източници на твърденията, които да бъдат благонадеждни. |